# ルーベンサンド

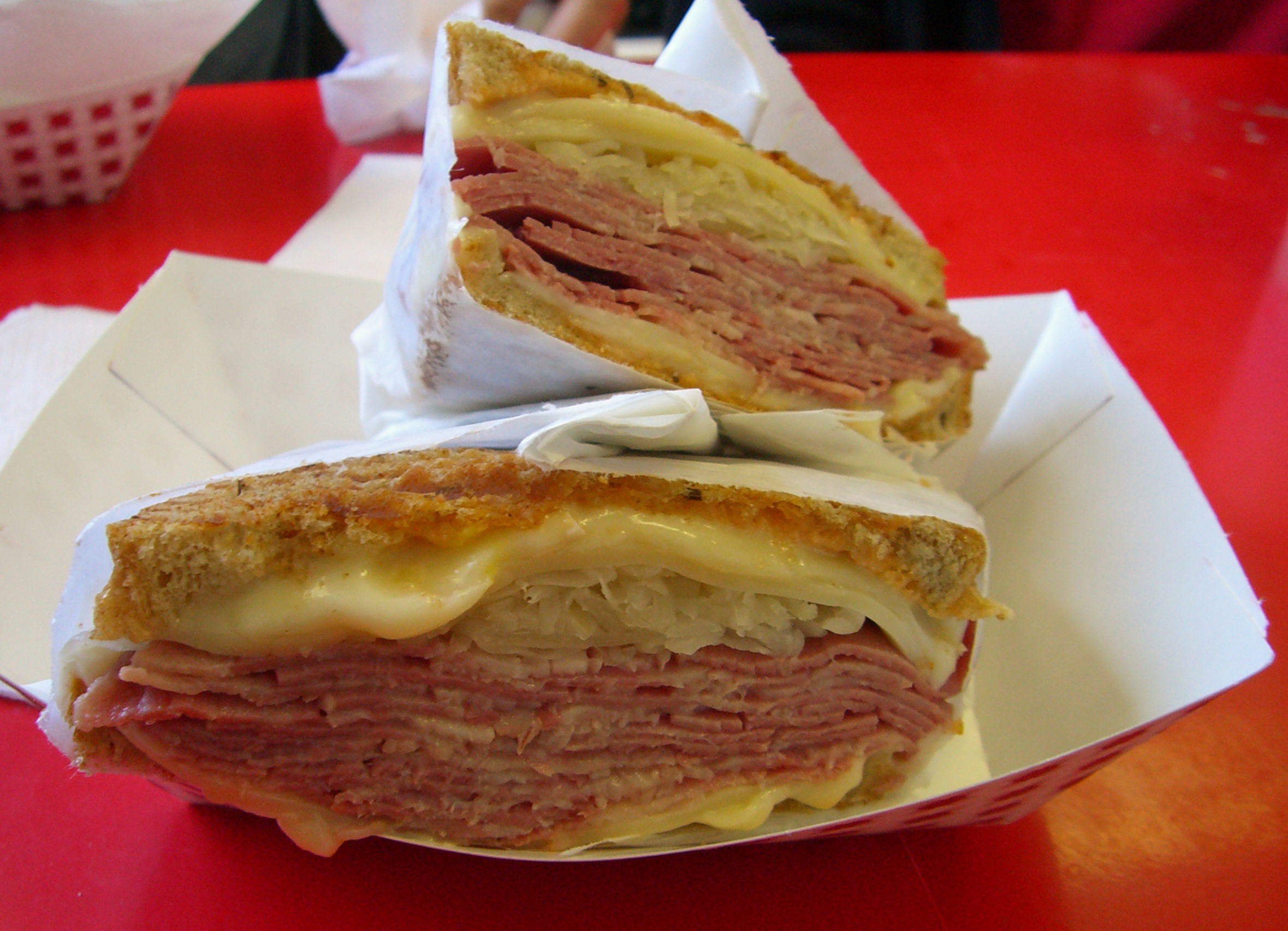
ルーベンサンド

ルーベンサンドあるいはルーベンサンドイッチ（英: Reuben sandwich）とは、サンドイッチの一種である。

## 概要
ライ麦パンにコンビーフ、ザワークラウト、スイスチーズ、ロシアンドレッシングまたはサウザンドアイランドドレッシングを挟んでグリルしたホットサンドである。具材には、コンビーフの代わりにパストラミ、ザワークラウトの代わりにコールスローを用いるなど、バリエーションが豊富に存在する。
ニューヨークの定番サンドイッチおよび名物料理の1つに挙げられる。

## 起源
ルーベンサンドの起源には、いくつかの説がある。
- アメリカ合衆国ネブラスカ州オマハの食料商ルーベン・クラコフスキー（Reuben Kulakofsky）が発明した。名はルービン（Reubin）と表記されたり、姓がケイ（Kay）と省略されることもある。ルーベンの参加するグループは1920年頃から1935年まで毎週ブラックストンホテル（英語版）でポーカーを楽しんでいた。このホテルのオーナー、チャールズ・シンメル（Charles Schimmel）がグループに加わったことで、グループ内だけで食べられていたコンビーフのサンドイッチがブラックストンホテルの昼食メニューに出されるようになり、人気が出た。
- ニューヨークのデリカテッセンルーベンズ・レストラン（英語版）のオーナー、アーノルド・ルーベン（Arnold Reuben）が1914年頃、有名なブロードウェイ女優が訪れた際に料理が何も残っていなかったため、即興的に作った。